# 스튜어트 마골린
스튜어트 마골린(Stuart Margolin, 1940년 1월 31일 ~ 2022년 12월 12일)은 미국의 배우, 각본가, 영화 감독, 영화 제작자이다.
대븐포트에서 태어났다.

## 작품 목록
- 더 디스커버러스 (2012년) - 스탠리 역
- 혹스: 욕망의 법칙 (2006년)
- 약속된 땅 (1996년)
- 바위섬 소동 (1996년)
- 하우 더 웨스트 워즈 펀 (1994년)
- 더블, 더블, 토일 앤 트러블 (1993년)
- 할머니네로 우리는 간다 (1992, To Grandmother's House We Go)
- 패밀리 (1991년)
- 비공개 (1991년) - 아베 바론 역
- 아이언 이글 2 (1988년)
- 크레이지 댄 (1986년)
- 엉터리 천재 (1985년)
- 글리터돔 (1984년)
- 크레스 (1983년) - 바라반 역
- 쾌걸 매버릭 (1981년)
- 할리우드의 건달들 (1981년) - 게리 머독 역
- 서든리, 러브 (1978년)
- 천국의 나날들 (1978년)
- 퓨처월드 (1976년)
- 겜블러 (1974년)
- 데스 위시 (1974년) - 에이미스 제인칠 역
- 롤링 맨 (1972년)
- 켈리의 영웅들 (1970년)
- 비밀지령 (1968년)

### 텔레비전
- 사선을 넘어 - TV 시리즈 (1989년)
- 스트라이커 - TV 시리즈 (1989년)
- 부부 탐정 (1979년)
- 사랑의 유람선 (1977년)
- 원더 우먼 - TV 시리즈 (1975년)
- 매쉬 - 시리즈 (1972년)
- 터치드 바이 언 엔젤 (1994년)
- 아이언사이드 (1967년)
- 딜론 보안관 (1955년)